# Percy Hobart
Percy Cleghorn Stanley Hobart, född 14 juni 1885 i Nainital i Indien, död 19 februari 1957 i Farnham i Surrey, var generalmajor i brittiska styrkorna under andra världskriget, där han förde befälet bland annat över 79:e pansardivisionen. Han ansvarade också för många av de specialiserade pansarfordon (Hobart's Funnies) som deltog i invasionen av Normandie.

## Biografi
Hobart föddes i Nainital i Indien. I sin ungdom studerade han historia, konst, litteratur och kyrkoarkitektur. Han utbildades på Temple Grove och Clifton College och 1904 utexaminerades han från Royal Military Academy i Woolwich och tog värvning i Corps of Royal Engineers. Han skickades först till Indien, men under första världskriget tjänstgjorde han i Frankrike och senare i Mesopotamien (nuvarande Irak).
I början på 1920-talet förflyttades Hobart till Royal Tank Corps. Han blev mycket influerad av B.H. Lidell Harts teorier om bepansrad krigföring. År 1934 blev han brigadgeneral i den första permanenta pansarbrigaden i Storbritannien. Han var tvungen att kämpa för att få resurser till sin brigad, eftersom brittiska armén fortfarande dominerades av konservativa kavallerigeneraler. År 1938 sändes Hobart till Egypten för att bilda och utbilda en mobil styrka. Mobile Force (Egypt) blev senare 7:e pansardivisionen, sedermera berömda som "ökenråttorna".
Sir Archibald Wavell pensionerade Hobart 1940 på grund av hans okonventionella idéer om bepansrad krigföring. Hobart anslöt sig i stället till hemvärnet som korpral. Lidell Hart kritiserade beslutet och skrev en artikel i tidningen Sunday Pictorial. Winston Churchill underrättades och han återinsatte Hobart i armén 1941. Hobarts uppgift blev att utbilda 11:e pansardivisionen som skulle strida i Nordafrika. Hans motståndare försökte få honom avsatt igen av medicinska skäl, men Churchill avfärdade dem. 
Räden i Dieppe i augusti 1942 visade på oförmågan hos reguljära stridsvagnar och infanteri att klara av befästa hinder i en landstigning från havet. Detta visade på behovet av specialiserade fordon för att klara hinder under den allierade invasionen av det europeiska fastlandet.
I mars 1943 utsåg chefen för generalstaben, fältmarskalk sir Alan Brooke, Hobart till att bilda en specialiserad pansarenhet. Enheten döptes till 79:e (experimentella) Armoured Division Royal Engineers. Hobarts svåger, fältmarskalk Bernard Montgomery, informerade Dwight D. Eisenhower om Hobarts idéer om att bygga specialiserade stridsvagnar.
Under Hobarts lederskap samlade 79:e divisionen enheter med modifierade stridsvagnar som kallades "Hobart's Funnies". Dessa användes under invasionen av Normandie och hjälpte de allierade att ta sig i land. Fordonen i 79:e divisionen stred inte som en samlad enhet utan spreds ut i andra enheter. Vid slutet av kriget hade 79:e divisionen nästan 7 000 fordon. Den 79:e pansardivisionen upplöstes den 20 augusti 1945 och Hobart gick i pension 1946.